# Charles Shepherd

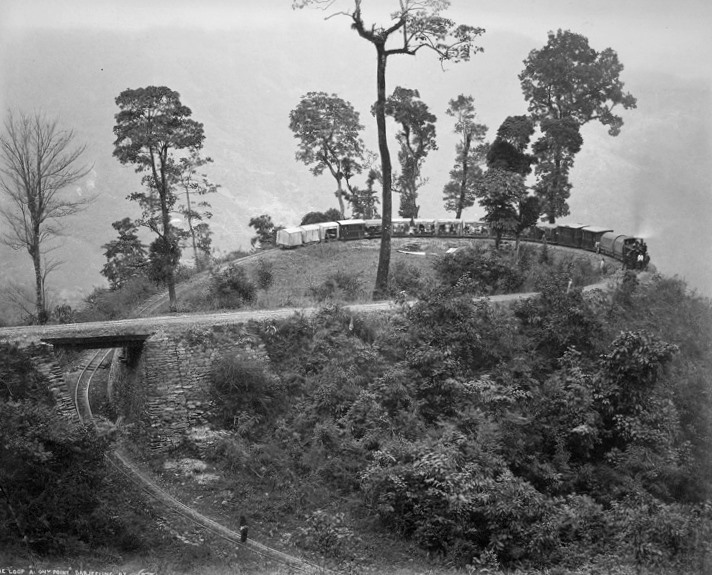
Smyčka Agony Point na železnici Tindharia, Darjeeling Hill v Západním Bengálsku, agentura Bourne & Shepherd, cca 1880 (Britská knihovna)

Charles Shepherd (aktivní v letech asi 1858–1878) byl britský fotograf známý především spoluprací s krajinářským fotografem Samuelem Bournym v Indii v druhé polovině 19. století.

## Životopis
Spolu se svým kolegou Samuelem Bournym založili společnost Bourne & Shepherd ve městě Šimla, což je hlavní město indického státu Himáčalpradéš na strmém horském hřbetě ve střední části Himálaje v nadmořské výšce okolo 2 200 metrů nad mořem. Později, v roce 1863, založili pobočku v Kalkatě.

## Galerie

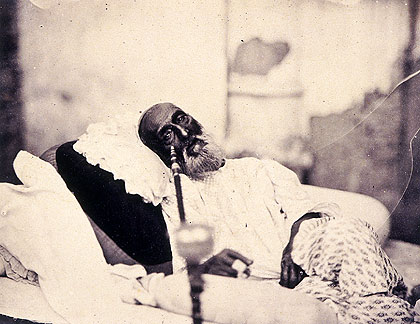
Poslední mughalský císař Bahádur Šáh II., květen 1858
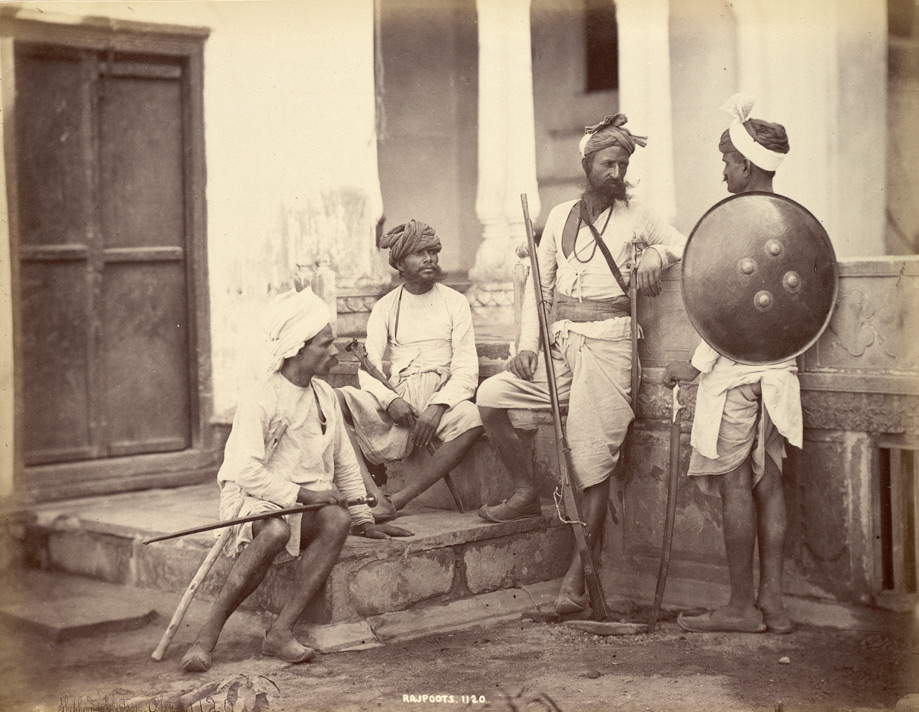
Hinduističtí rádžpúti. Shepherd & Robertson. Fotografie pro knihu The People of India, Forbes Watson, 1868.
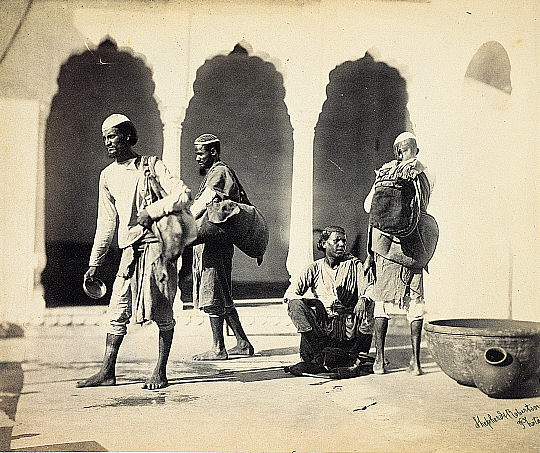
Bhishtiové (severoindický kmen) Shepherd & Robertson. Fotografie pro knihu The People of India,Forbes Watson, 1868.
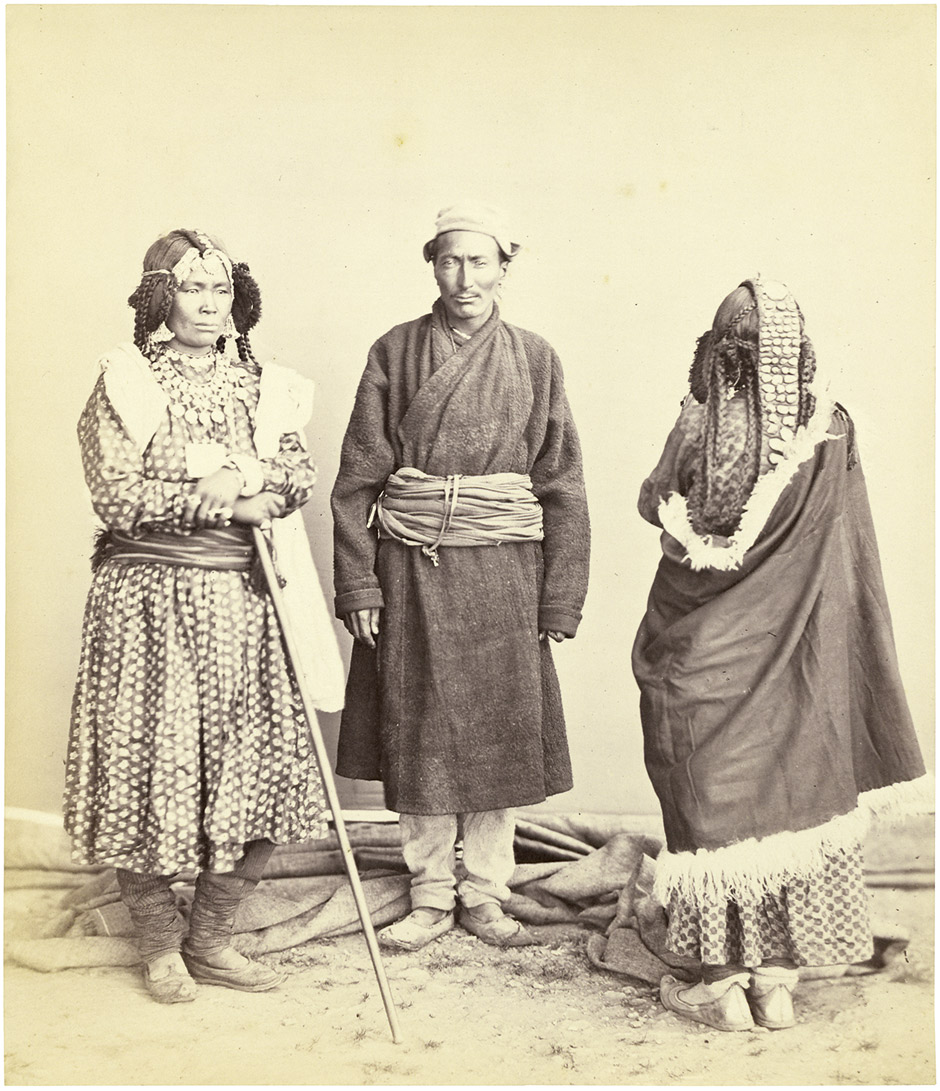
Tři Tibeťané v tradičních kostýmech, Bourne & Shepherd, 1865-1866.